# Wesertal
Wesertal é um município da Alemanha, situado no distrito de Kassel, no estado de Hesse. Tem 52,59 km² de área, e sua população em 2019 foi estimada em 5.144 habitantes. Foi criado em 1 de janeiro de 2020, após a fusão dos antigos municípios de Oberweser e Wahlsburg.